# Jonathan Freedland
Jonathan Saul Freedland (født: 25. februar 1967) er en britisk journalist og forfatter, som i sit forfatterskab skriver under pseudonymet Sam Bourne.
Freedland er uddannet ved University College School, en uafhængig skole for drenge, beliggende i Hampstead, London samt ved Wadham College på Oxford Universitet, England.
For nuværende, 2009, skriver Freedland for blandt andet for den britiske avis The Guardian og har en månedlig artikel i tidsskriftet Jewish Chronicle.
Freedland har tidligere været tilknyttet de britiske aviser The Daily Mirror og London Evening Standard

## Ekstern henvisning
- Freedlands hjemmeside (engelsk) Arkiveret 30. april 2009 hos  Wayback Machine